# Karl Auer (voetballer)
Karl Auer (12 augustus 1898 – Sovjet-Unie, 21 februari 1945) was een Duits voetballer.

## Loopbaan
Auer begon zijn carrière bij SpVgg Fürth in 1920. In 1923 werd hij met zijn team de Zuid-Duitse kampioen en nam daardoor deel aan de nationale eindronde. Na een overwinning op de Breslauer Sportfreunde verloor de club de halve finale van SC Union 06 Oberschöneweide. Op 7 januari van dat jaar had de club een vriendschappelijke wedstrijd gespeeld tegen Hamburger SV, dat later dat jaar landskampioen zou worden en droogde deze club met duidelijke 10-0 cijfers af.
Op 13 januari 1924 werd hij opgeroepen voor het nationale elftal toen Duitsland in Neurenberg tegen Oostenrijk speelden. Auer bracht de Duitsers op voorsprong en ze wonnen de wedstrijd met 4-3. Met de Zuid-Duitse selectie won hij enkele weken later ook voor de tweede keer de Bundespokal. Op 21 april speelde hij met Duitsland in Amsterdam tegen Nederland, waar hij in de 26ste minuut de 0-1 winnende treffer maakte. Zijn volgende interland was pas twee jaar later op 20 juni 1926 tegen Zweden.
In 1926 werden ze slechts derde in de Beierse competitie, echter wonnen ze wel de Zuid-Duitse beker en mochten ze daardoor wel aan de eindronde nemen. Hier werden ze tweede achter FC Bayern München, maar sinds 1925 mochten er drie clubs per federatie naar de eindronde zodat de club ook daar mocht aantreden. Na overwinningen op FC Viktoria Forst, Breslauer SC 08 en Holstein Kiel plaatste de club zich voor de finale tegen Hertha BSC. Nadat het 1-1 stond scoorde hij de 2-1. Na nog een eigendoelpunt van Hertha dikte Willy Ascherl de score nog aan tot 4-1.
Als vicekampioen van Zuid-Duitsland namen ze het jaar erop opnieuw deel aan de eindronde en na een overwinning op de Breslauer Sportfreunde werden de Berliner Kickers met 9-0 afgemaakt. De halve finale voor 25.000 toeschouwers in Leipzig was een heruitgave van de finale van het jaar ervoor, echter trok Hertha deze keer aan het langste eind. In 1929 werd Fürth opnieuw landskampioen, Karl speelde dat jaar wel niet de finale, wel zijn jongere broer Heinrich. In 1930 maakte hij de overstap naar Würzburger FV en beëindigde daar zijn carrière.
Hij sneuvelde aan het Oostfront in februari 1945.